# Juliane Koepcke
Juliane Koepcke (Lima in Peru, 10 oktober 1954) is een Peruaans-Duitse bioloog (mammaloog) werkzaam bij de Zoologische Staatssammlung München.
Als 17-jarig meisje overleefde zij in 1971 als enige het neerstorten van LANSA-vlucht 508. In 1998 werkte zij mee aan een documentaire Julianes Sturz in den Dschungel ((en) Wings of hope) over deze ramp, geregisseerd door Werner Herzog. In 2011 publiceerde ze een autobiografie “Toen ik uit de lucht viel”. Haar ouders stichtten in 1968 Panguana het eerste regenwoudnatuurreservaat in Peru. Sinds 2014 wordt het reservaat beheerd door een stichting, met Juliane als drijvende kracht en een van de bestuursleden.

## Biografie
Juliane werd in 1954 in Lima geboren, haar ouders waren beide bioloog. Haar moeder, Maria Koepcke (geboren Maria von Mikulicz-Radecki) was een bekende ornitholoog en haar vader, Hans-Wilhelm Koepcke was ecoloog. Juliane bezocht pas in 1960 voor het eerst Duitsland. Tot 1968 zat ze in Lima op school (de Duits/Peruaanse Alexander-von-Humboldtschool) en woonde toen met haar ouders in het district Miraflores van de provincie Lima. Toen haar ouders in 1968 het particulier natuurreservaat Panguana stichtten in het Peruaanse Amazonegebied en daarheen verhuisden met het gezin, kreeg ze deels onderwijs in Lima en deels bij haar ouders in het oerwoud. Eerst miste ze haar schoolvriendinnen en de stadse genoegens in Lima, maar al snel leerde ze het leven in het regenwoud waarderen. Daarvoor ging het gezin al vaak op kampeervakanties in allerlei afgelegen streken in de Peruaanse Andes en het Amazonegebied.
In 1971 reisde ze met haar moeder van Lima richting Pucallpa met LANSA-vlucht 508. Het vliegtuig stortte neer in het regenwoud en de wrakstukken en slachtoffers bleven dagenlang onvindbaar ondanks uitgebreide zoekacties. Juliane was de enige overlevende en trok tien dagen lang langs een beek en rivier naar bewoond gebied en werd op 3 januari 1972 gered. Haar vader stuurde haar na de ramp naar Duitsland, waar ze in Kiel onderdak vond bij een tante. In september 1972 begon ze aan haar Abitur (opleiding voor eindexamen Gymnasium, vereist voor universitaire studie). In 1974 verliet haar vader Panguana en accepteerde een docentschap aan de Universiteit van Hamburg. Juliane begon toen aan haar biologiestudie. In 1975 en daarna nog een paar keer bezocht Peru en het onderzoekstation om tropische dagvlinders te bestuderen die leven van aas en uitwerpselen en koos dat als onderwerp waarmee ze in 1983 haar doctoraal examen afrondde.
Daarna richtte ze zich, op aanraden van haar vader, op vleermuizen in Peru, een groep van vleermuizen waartoe ook de bloedzuigende vampiervleermuizen behoren. In 1983 verhuisde ze van Kiel naar München waar ze promotie-onderzoek ging doen naar deze zoogdieren. Ze schreef hierover artikelen en in 1987 promoveerde ze. In 1989 trouwde ze met Erich Diller.
Juliane was na de dood van haar vader vast van plan het project  Panguana voort te zetten. In 2008 kon dankzij sponsoring door de Münchener firma de Die Hofpfisterei GmbH zeven vierkante kilometer bos extra worden aangekocht. In 2010 reisde Juliane naar Peru om dit administratief in orde te maken. In 2011 gaf de Peruaanse overheid het project een officiële status als natuurgebied in particulier bezit.
In 2014 wordt Panguana een stichting waarin ook het Stifterverband für die Deutsche Wissenschaft (organisatie voor wetenschappelijk onderzoek) is vertegenwoordigd en waarin Juliane een van de bestuursleden is.

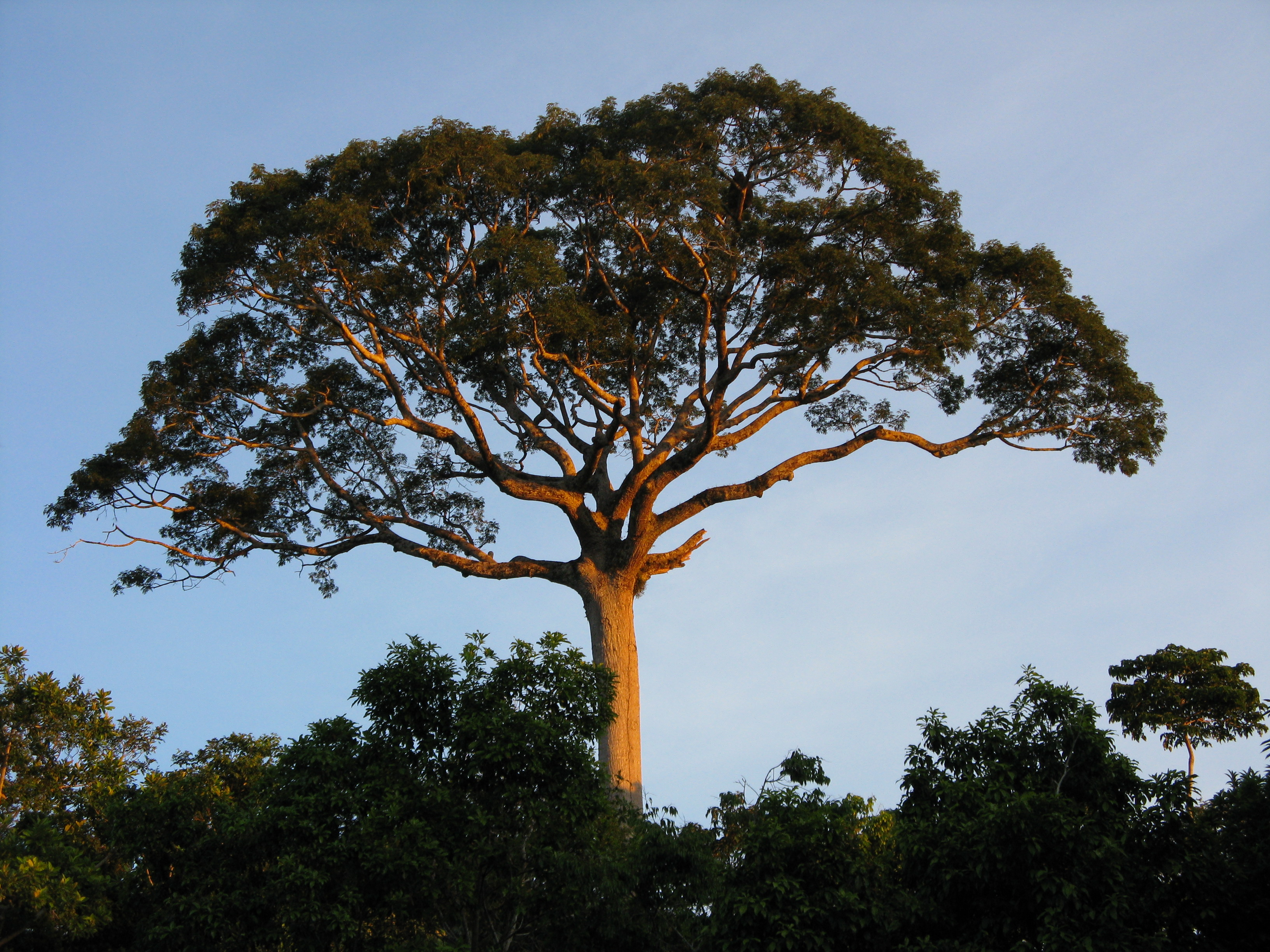
Een grote kapokboom (Ceiba pentandra), het symbool van het onderzoekstation Panguana
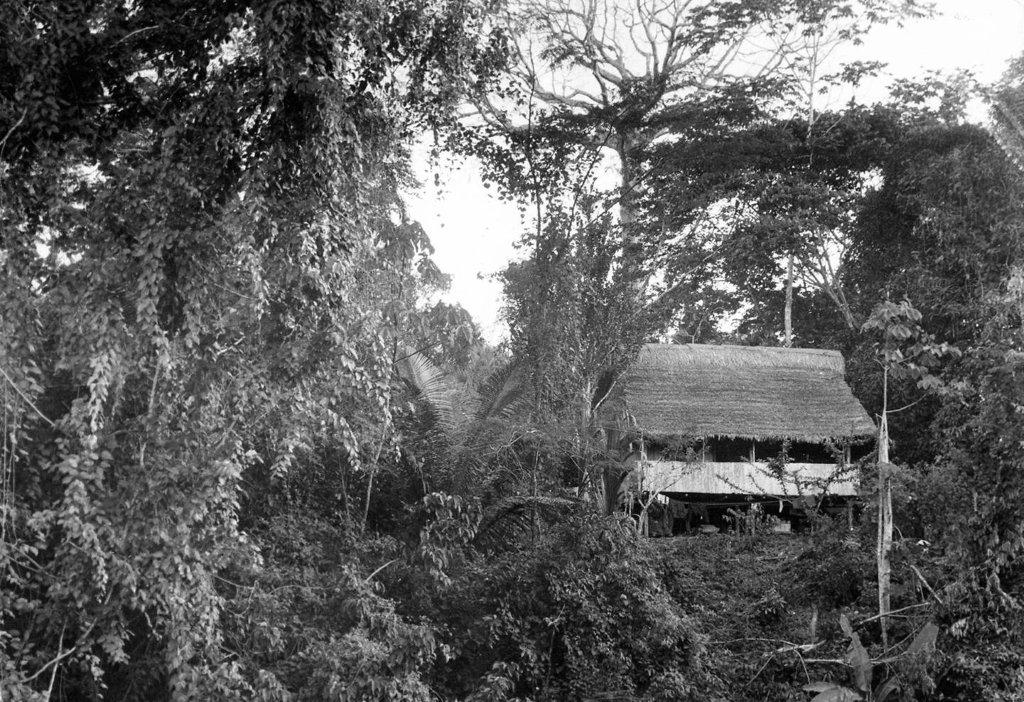
Het onderzoekstation anno 1971
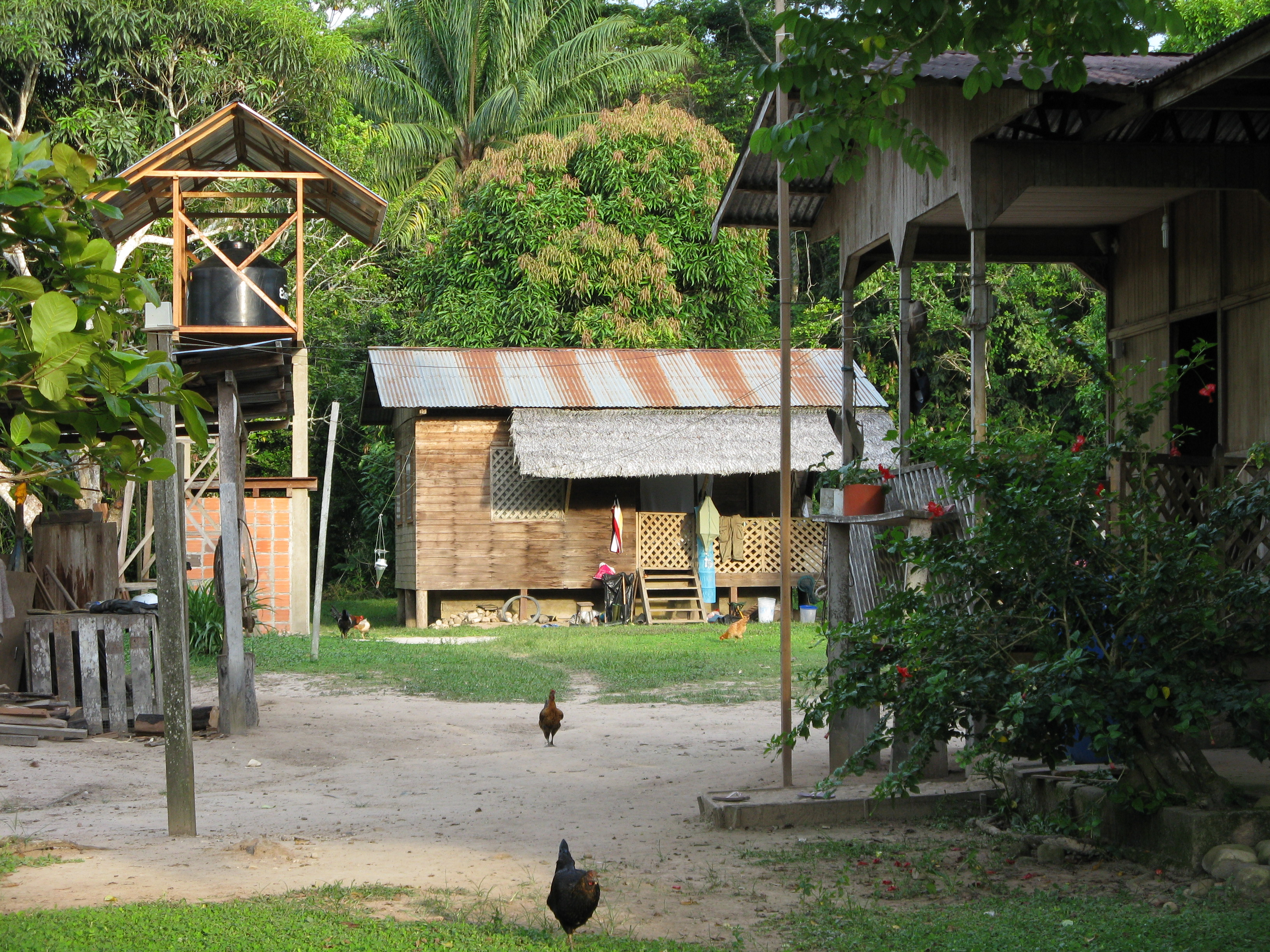
Het onderzoekstation anno 2008
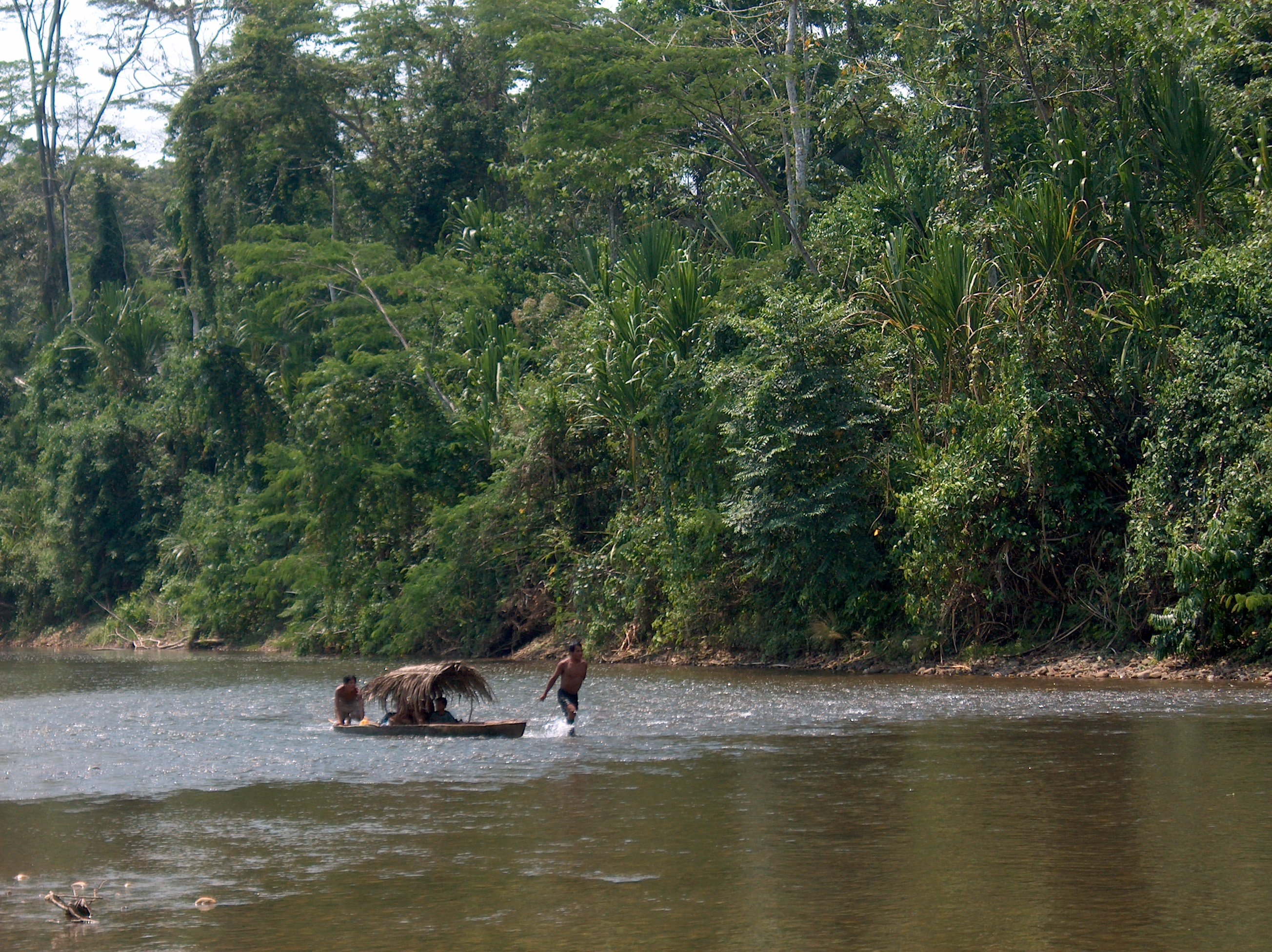
Rivier in de buurt van Panguana

## Soortgelijke overlevingen
- Nick Alkemade
- Vesna Vulović

- Bibliothèque nationale de France: cb166101773 (data)
- Gemeinsame Normdatei: 111408970
- International Standard Name Identifier: 0000 0001 0963 4200
- Library of Congress Control Number: n79101583
- Nationale Bibliotheek van Tsjechië: xx0170813
- Nationale Bibliotheek van Polen: a0000002693532
- Nederlandse Thesaurus van Auteursnamen: 344496775
- Système universitaire de documentation: 166406279
- Virtual International Authority File: 32621653
- WorldCat: E39PBJwtmKWCWJrBhxVqHtXw4q